# Krapina
Krapina je mesto in neformalno središče hrvaškega Zagorja. Je tudi upravno središče Krapinsko-zagorske županije. 
Leži v dolini potoka Krapinice. V samem mestu živi okoli 4.500 prebivalcev, v občini pa 11.500. Avtomobilska oznaka je KR.

## Znamenitosti
Kraj je svetovno znan postal leta 1899, po tamkajšnjem Gorjanovičevem odkritju fosilnih ostankov neandertalcev. V mestu zato danes deluje Muzej krapinskih neandertalcev oziroma krapinskega pračloveka.

## Pomembni meščani
- Ljudevit Gaj

## Demografija
| Pregled števila prebivalcev po letih | Pregled števila prebivalcev po letih | Pregled števila prebivalcev po letih | Pregled števila prebivalcev po letih | Pregled števila prebivalcev po letih | Pregled števila prebivalcev po letih | Pregled števila prebivalcev po letih | Pregled števila prebivalcev po letih | Pregled števila prebivalcev po letih | Pregled števila prebivalcev po letih | Pregled števila prebivalcev po letih | Pregled števila prebivalcev po letih | Pregled števila prebivalcev po letih | Pregled števila prebivalcev po letih | Pregled števila prebivalcev po letih |
| ------------------------------------ | ------------------------------------ | ------------------------------------ | ------------------------------------ | ------------------------------------ | ------------------------------------ | ------------------------------------ | ------------------------------------ | ------------------------------------ | ------------------------------------ | ------------------------------------ | ------------------------------------ | ------------------------------------ | ------------------------------------ | ------------------------------------ |
| 1857                                 | 1869                                 | 1880                                 | 1890                                 | 1900                                 | 1910                                 | 1921                                 | 1931                                 | 1948                                 | 1953                                 | 1961                                 | 1971                                 | 1981                                 | 1991                                 | 2001                                 |
| 1175                                 | 1216                                 | 1335                                 | 1391                                 | 1392                                 | 1470                                 | 1390                                 | 1332                                 | 1447                                 | 1653                                 | 2419                                 | 3097                                 | 3998                                 | 4481                                 | 4647                                 |